# Gilbert-Charles Le Gendre
Pour les articles homonymes, voir Le Gendre.
Gilbert-Charles Le Gendre, marquis de Saint-Aubin, est un historien français, né à Paris en 1688 et mort le 8 mai 1746. 
Conseiller au parlement, puis maître des requêtes (1714), il se démit de ses fonctions pour se livrer à des travaux historiques.

## Œuvres
- Traité de l’opinion ou Mémoires pour servir à l’histoire de l’esprit humain (Paris, 1735, 6 vol. in-12) ;
- Des antiquités de la maison de France et des maisons mérovingienne et carlienne, et de la diversité des opinions sur les maisons d’Autriche, de Lorraine, de Savoye, Palatine et plusieurs autres maisons souveraines (Paris, Briasson, 1739). Numérisé.
- Antiquités de la nation et de la monarchie françaises (Paris, Briasson, 1741). Numérisé.